# أجاي راجو
أجاي راجو (بالإنجليزية: Ajay Raju)‏ هو محامي أمريكي وهندي، ولد في 1970 في بوبال في الهند.